# Lemery (Iloilo)
Pour les articles homonymes, voir Lemery.
Lemery est une municipalité de la province d'Iloilo, aux Philippines.